# فهرست جایزه‌ها و نامزدی‌های بیلی آیلیش
بیلی آیلیش  خواننده و ترانه سرای آمریکایی تا به امروز  برنده جوایز و نامزدی متعددی از جمله نه جایزه گرمی، شش جایزه موسیقی ویدئویی ام تی وی، سه جایزه موسیقی بیلبورد، سه جایزه بریت، دو جایزه انتخاب نوجوانان، چهار جایزه انتخاب کودکان نیکلودئون، دو جایزه گلدن گلوب است. و دو جوایز برگزیده مردم، و همچنین دو جایزه اسکار

## جایزه‌ها و نامزدی‌ها
| جایزه                                      | سال  | دریافت کننده(ها) و نامزد شده(ها)          | رده                                                                 | نتیجه       | م.     |
| ------------------------------------------ | ---- | ----------------------------------------- | ------------------------------------------------------------------- | ----------- | ------ |
| جوایز موسیقی آمریکا                        | ۲۰۱۹ | خودش                                      | هنرمند جدید سال                                                     | برنده       | [ ۲ ]  |
| جوایز موسیقی آمریکا                        | ۲۰۱۹ | خودش                                      | هنرمند اجتماعی محبوب                                                | نامزدشده    | [ ۲ ]  |
| جوایز موسیقی آمریکا                        | ۲۰۱۹ | خودش                                      | هنرمند زن محبوب - پاپ/راک                                           | نامزدشده    | [ ۲ ]  |
| جوایز موسیقی آمریکا                        | ۲۰۱۹ | خودش                                      | هنرمند محبوب - آلترنیتیو                                            | برنده       | [ ۲ ]  |
| جوایز موسیقی آمریکا                        | ۲۰۱۹ | «آدم بده»                                 | نماهنگ محبوب                                                        | نامزدشده    | [ ۲ ]  |
| جوایز موسیقی آمریکا                        | ۲۰۱۹ | وقتی همه می‌خوابیم، کجا می‌ریم؟             | آلبوم محبوب - پاپ/راک                                               | نامزدشده    | [ ۲ ]  |
| جایزه اپل میوزیک                           | ۲۰۱۹ | خودش                                      | هنرمند جهانی سال                                                    | برنده       | [ ۳ ]  |
| جایزه اپل میوزیک                           | ۲۰۱۹ | خودش                                      | ترانه‌سرای سال                                                       | برنده       | [ ۳ ]  |
| جایزه اپل میوزیک                           | ۲۰۱۹ | وقتی همه می‌خوابیم، کجا می‌ریم؟             | آلبوم سال                                                           | برنده       | [ ۳ ]  |
| جوایز موسیقی ای‌آرآی‌ای                      | ۲۰۱۹ | خودش                                      | بهترین هنرمند بین‌المللی                                             | نامزدشده    | [ ۴ ]  |
| انجمن آهنگسازان، پدیدآوران و ناشران آمریکا | ۲۰۱۹ | خودش و فینیاس                             | جایزه ونگارد                                                        | برنده       | [ ۵ ]  |
| جوایز نوجوان رادیو بی‌بی‌سی ۱                | ۲۰۱۸ | خودش                                      | بهترین ستاره رسانه‌های اجتماعی                                       | نامزدشده    | [ ۶ ]  |
| جوایز نوجوان رادیو بی‌بی‌سی ۱                | ۲۰۱۹ | خودش                                      | بهترین هنرمند انفرادی بین‌المللی                                     | نامزدشده    | [ ۷ ]  |
| جوایز نوجوان رادیو بی‌بی‌سی ۱                | ۲۰۱۹ | «آدم بده»                                 | بهترین تک‌آهنگ                                                       | نامزدشده    | [ ۸ ]  |
| جایزه موسیقی زنده بیلبورد                  | ۲۰۱۹ | خودش                                      | تبلیغات کنسرت و بازاریابی                                           | نامزدشده    | [ ۹ ]  |
| بیلبورد زنان در موسیقی                     | ۲۰۱۹ | خودش                                      | زن سال                                                              | برنده       | [ ۱۰ ] |
| براوو اتو                                  | ۲۰۱۹ | خودش                                      | خواننده بین‌المللی                                                   | برنده       | [ ۱۱ ] |
| جوایز بریک‌تودو                             | ۲۰۱۸ | خودش                                      | هنرمند جدید بین‌المللی                                               | نامزدشده    | [ ۱۲ ] |
| جوایز بریک‌تودو                             | ۲۰۱۹ | خودش                                      | هنرمند زن بین‌المللی                                                 | نامزدشده    | [ ۱۳ ] |
| جوایز بریک‌تودو                             | ۲۰۱۹ | «آدم بده»                                 | نماهنگ جهانی سال                                                    | نامزدشده    | [ ۱۳ ] |
| جوایز بریک‌تودو                             | ۲۰۱۹ | وقتی همه می‌خوابیم، کجا می‌ریم؟             | آلبوم سال                                                           | نامزدشده    | [ ۱۳ ] |
| جایزه بریت                                 | ۲۰۲۰ | خودش                                      | هنرمند انفرادی بین‌المللی زن                                         | برنده       |        |
| جوایز سیلو                                 | ۲۰۱۹ | «وقتی مهمونی تموم میشه»                   | نماهنگ‌ها                                                            | Gold        | [ ۱۴ ] |
| جوایز سیلو                                 | ۲۰۱۹ | خودش                                      | طراحی رویداد                                                        | Gold        | [ ۱۵ ] |
| جوایز سیلو                                 | ۲۰۱۹ | «هدایایت را به اشتراک بگذار»              | ۶۱ ثانیه تا پنج دقیقه - سیلو گرند                                   | برنده       | [ ۱۶ ] |
| جوایز موسیقی دانمارک                       | ۲۰۱۹ | وقتی همه می‌خوابیم، کجا می‌ریم؟             | آلبوم خارجی سال                                                     | برنده       | [ ۱۷ ] |
| جوایز جی‌ای‌اف‌اف‌ای (نروژ)                    | ۲۰۱۸ | «وقتی مهمونی تموم میشه»                   | بهترین آهنگ خارجی                                                   | نامزدشده    | [ ۱۸ ] |
| جوایز جی‌ای‌اف‌اف‌ای (سوئد)                    | ۲۰۱۹ | خودش                                      | بهترین اجرای جدید خارجی                                             | برنده       | [ ۱۹ ] |
| جوایز جهانی                                | ۲۰۲۰ | «آدم بده»                                 | بهترین آهنگ                                                         | در انتظار   | [ ۲۰ ] |
| جوایز جهانی                                | ۲۰۲۰ | خودش                                      | بهترین زن                                                           | در انتظار   | [ ۲۰ ] |
| جایزه گرمی                                 | ۲۰۲۰ | وقتی همه می‌خوابیم، کجا می‌ریم؟             | بهترین آلبوم سال                                                    | برنده       | [ ۲۱ ] |
| جایزه گرمی                                 | ۲۰۲۰ | وقتی همه می‌خوابیم، کجا می‌ریم؟             | بهترین آلبوم آواز پاپ                                               | برنده       | [ ۲۱ ] |
| جایزه گرمی                                 | ۲۰۲۰ | «آدم بده»                                 | بهترین ضبط سال                                                      | برنده       | [ ۲۱ ] |
| جایزه گرمی                                 | ۲۰۲۰ | «آدم بده»                                 | بهترین ترانه سال                                                    | برنده       | [ ۲۱ ] |
| جایزه گرمی                                 | ۲۰۲۰ | «آدم بده»                                 | بهترین اجرای پاپ تک‌نفره                                             | نامزدشده    | [ ۲۱ ] |
| جایزه گرمی                                 | ۲۰۲۰ | خودش                                      | بهترین هنرمند جدید                                                  | برنده       | [ ۲۱ ] |
| رکوردهای جهانی گینس                        | ۲۰۲۰ | خودش                                      | جوانترین هنرمند زن شماره ۱ در جدول آلبوم‌های بریتانیا                | برنده       | [ ۲۲ ] |
| رکوردهای جهانی گینس                        | ۲۰۲۰ | خودش                                      | بیش‌ترین ورود هم‌زمان آهنگ در جدول ۱۰۰ آهنگ داغ آمریکا توسط هنرمند زن | برنده       | [ ۲۳ ] |
| جشنواره ماچ موزیک ویدئو                    | ۲۰۱۸ | خودش                                      | هنرمند جدید محبوب هواداران                                          | نامزدشده    | [ ۲۴ ] |
| جوایز موسیقی آی‌هارت‌ریدیو                   | ۲۰۱۹ | خودش                                      | بهترین هنرمند جدید راک/آلترنیتیو                                    | نامزدشده    | [ ۲۵ ] |
| جوایز موسیقی آی‌هارت‌ریدیو                   | ۲۰۲۰ | «آدم بده»                                 | ترانه سال                                                           | در انتظار   | [ ۲۶ ] |
| جوایز موسیقی آی‌هارت‌ریدیو                   | ۲۰۲۰ | «آدم بده»                                 | ترانه آلترنیتیو راک سال                                             | در انتظار   | [ ۲۶ ] |
| جوایز موسیقی آی‌هارت‌ریدیو                   | ۲۰۲۰ | «آدم بده»                                 | بهترین متن                                                          | در انتظار   | [ ۲۶ ] |
| جوایز موسیقی آی‌هارت‌ریدیو                   | ۲۰۲۰ | «آدم بده»                                 | بهترین نماهنگ                                                       | در انتظار   | [ ۲۶ ] |
| جوایز موسیقی آی‌هارت‌ریدیو                   | ۲۰۲۰ | خودش                                      | هنرمند زن سال                                                       | در انتظار   | [ ۲۶ ] |
| جوایز موسیقی آی‌هارت‌ریدیو                   | ۲۰۲۰ | خودش                                      | هنرمند آلترنیتیو راک سال                                            | در انتظار   | [ ۲۶ ] |
| جوایز موسیقی آی‌هارت‌ریدیو                   | ۲۰۲۰ | «آدم بده (ریمیکس)» (به همراه جاستین بیبر) | بهترین رمیکس                                                        | در انتظار   | [ ۲۶ ] |
| جایزه جونو                                 | ۲۰۲۰ | وقتی همه می‌خوابیم، کجا می‌ریم؟             | آلبوم بین‌المللی سال                                                 | در انتظار   | [ ۲۷ ] |
| جوایز موسیقی ال‌اواس۴۰                      | ۲۰۱۹ | خودش                                      | بهترین هنرمند جدید بین‌المللی                                        | نامزدشده    | [ ۲۸ ] |
| جوایز موسیقی ال‌اواس۴۰                      | ۲۰۱۹ | وقتی همه می‌خوابیم، کجا می‌ریم؟             | بهترین آلبوم بین‌المللی                                              | برنده       | [ ۲۸ ] |
| جوایز موسیقی ال‌اواس۴۰                      | ۲۰۱۹ | «آدم بده»                                 | بهترین نماهنگ آلترنیتیو بین‌المللی                                   | نامزدشده    | [ ۲۸ ] |
| جایزه موسیقی ملون                          | ۲۰۱۹ | خودش                                      | ۱۰ هنرمند برتر                                                      | لیست طولانی | [ ۲۹ ] |
| جایزه موسیقی ملون                          | ۲۰۱۹ | «آدم بده»                                 | بهترین آهنگ پاپ                                                     | برنده       | [ ۳۰ ] |
| جایزه موسیقی ملون                          | ۲۰۱۹ | «آدم بده»                                 | بهترین آهنگ                                                         | نامزدشده    | [ ۳۰ ] |
| جایزه موسیقی ام‌تی‌وی اروپا                  | ۲۰۱۹ | «آدم بده»                                 | بهترین آهنگ                                                         | برنده       | [ ۳۱ ] |
| جایزه موسیقی ام‌تی‌وی اروپا                  | ۲۰۱۹ | «آدم بده»                                 | بهترین نماهنگ                                                       | نامزدشده    | [ ۳۱ ] |
| جایزه موسیقی ام‌تی‌وی اروپا                  | ۲۰۱۹ | خودش                                      | بهترین هنرمند جدید                                                  | برنده       | [ ۳۱ ] |
| جایزه موسیقی ام‌تی‌وی اروپا                  | ۲۰۱۹ | خودش                                      | بهترین هنرمند موفق                                                  | نامزدشده    | [ ۳۱ ] |
| جایزه موسیقی ام‌تی‌وی اروپا                  | ۲۰۱۹ | خودش                                      | بیش‌ترین هوادار                                                      | نامزدشده    | [ ۳۱ ] |
| جایزه موسیقی ام‌تی‌وی اروپا                  | ۲۰۱۹ | خودش                                      | بهترین هنرمند ایالات متحده                                          | نامزدشده    | [ ۳۱ ] |
| جوایز هزاره ام‌تی‌وی                         | ۲۰۱۹ | خودش                                      | اینستاگرامر جهانی                                                   | نامزدشده    | [ ۳۲ ] |
| جوایز هزاره ام‌تی‌وی                         | ۲۰۱۹ | «آدم بده»                                 | موفقیت جهانی                                                        | برنده       | [ ۳۲ ] |
| جایزه موزیک ویدئوی ام‌تی‌وی                  | ۲۰۱۹ | خودش                                      | هنرمند سال                                                          | نامزدشده    | [ ۳۳ ] |
| جایزه موزیک ویدئوی ام‌تی‌وی                  | ۲۰۱۹ | خودش                                      | هنرمند جدید سال                                                     | برنده       | [ ۳۳ ] |
| جایزه موزیک ویدئوی ام‌تی‌وی                  | ۲۰۱۹ | خودش                                      | هنرمند موفق سال                                                     | برنده       | [ ۳۳ ] |
| جایزه موزیک ویدئوی ام‌تی‌وی                  | ۲۰۱۹ | «آدم بده»                                 | نماهنگ سال                                                          | نامزدشده    | [ ۳۳ ] |
| جایزه موزیک ویدئوی ام‌تی‌وی                  | ۲۰۱۹ | «آدم بده»                                 | بهترین نماهنگ پاپ                                                   | نامزدشده    | [ ۳۳ ] |
| جایزه موزیک ویدئوی ام‌تی‌وی                  | ۲۰۱۹ | «آدم بده»                                 | بهترین کارگردانی                                                    | نامزدشده    | [ ۳۳ ] |
| جایزه موزیک ویدئوی ام‌تی‌وی                  | ۲۰۱۹ | «آدم بده»                                 | بهترین تدوین                                                        | برنده       | [ ۳۳ ] |
| جایزه موزیک ویدئوی ام‌تی‌وی                  | ۲۰۱۹ | «آدم بده»                                 | آهنگ تابستان                                                        | نامزدشده    | [ ۳۳ ] |
| جایزه موزیک ویدئوی ام‌تی‌وی                  | ۲۰۱۹ | «وقتی مهمونی تموم میشه»                   | بهترین جلوه‌های ویژه                                                 | نامزدشده    | [ ۳۳ ] |
| جایزه موزیک ویدئوی ام‌تی‌وی                  | ۲۰۱۹ | «گروگان»                                  | بهترین فیلم‌برداری                                                   | نامزدشده    | [ ۳۳ ] |
| جایزه موزیک ویدئوی ام‌تی‌وی ژاپن             | ۲۰۱۹ | «آدم بده»                                 | بهترین نماهنگ هنرمند جدید بین‌المللی                                 | برنده       | [ ۳۴ ] |
| جایزه موزیک ویدئوی ام‌تی‌وی ژاپن             | ۲۰۱۹ | «آدم بده»                                 | نماهنگ سال                                                          | نامزدشده    | [ ۳۴ ] |
| جوایز پخش ویدیو ام‌تی‌وی                     | ۲۰۱۹ | «آدم بده»                                 | نماهنگ برنده                                                        | برنده       | [ ۳۵ ] |
| جوایز برگزیده کودکان نیکلودین ابو ظبی      | ۲۰۱۹ | خودش                                      | ستاره محبوب بین‌المللی                                               | برنده       | [ ۳۶ ] |
| جوایز برگزیده کودکان نیکلودین              | ۲۰۱۹ | خودش                                      | هنرمند موفق محبوب                                                   | برنده       | [ ۳۷ ] |
| جوایز برگزیده کودکان نیکلودین              | ۲۰۲۰ | خودش                                      | هنرمند زن محبوب                                                     | در انتظار   | [ ۳۸ ] |
| جوایز برگزیده کودکان نیکلودین              | ۲۰۲۰ | «آدم بده»                                 | آهنگ محبوب                                                          | در انتظار   | [ ۳۸ ] |
| جوایز موسیقی ان‌آرجی                        | ۲۰۱۹ | خودش                                      | موفقیت بین‌المللی سال                                                | برنده       | [ ۳۹ ] |
| جوایز موسیقی ان‌آرجی                        | ۲۰۱۹ | «آدم بده»                                 | نماهنگ سال                                                          | نامزدشده    | [ ۳۹ ] |
| ان‌ام‌ای آواردز                              | ۲۰۲۰ | وقتی همه می‌خوابیم، کجا می‌ریم؟             | بهترین آلبوم جهان                                                   | نامزدشده    | [ ۴۰ ] |
| ان‌ام‌ای آواردز                              | ۲۰۲۰ | «آدم بده»                                 | بهترین آهنگ جهان                                                    | برنده       | [ ۴۰ ] |
| ان‌ام‌ای آواردز                              | ۲۰۲۰ | خودش                                      | بهترین اجرای تک‌نفره جهان                                            | نامزدشده    | [ ۴۰ ] |
| جوایز پیپل چویس                            | ۲۰۱۹ | خودش                                      | هنرمند زن ۲۰۱۹                                                      | برنده       | [ ۴۱ ] |
| جوایز پیپل چویس                            | ۲۰۱۹ | «آدم بده»                                 | آهنگ ۲۰۱۹                                                           | نامزدشده    | [ ۴۱ ] |
| جوایز پیپل چویس                            | ۲۰۱۹ | «آدم بده»                                 | نماهنگ ۲۰۱۹                                                         | نامزدشده    | [ ۴۱ ] |
| جوایز پیپل چویس                            | ۲۰۱۹ | وقتی همه می‌خوابیم، کجا می‌ریم؟             | آلبوم ۲۰۱۹                                                          | نامزدشده    | [ ۴۱ ] |
| جوایز پول‌استار                             | ۲۰۲۰ | تور وقتی همه می‌خوابیم                     | بهترین تور پاپ                                                      | نامزدشده    | [ ۴۲ ] |
| جوایز پول‌استار                             | ۲۰۲۰ | خودش                                      | بهترین هنرمند چشمگیر جدید                                           | برنده       | [ ۴۲ ] |
| جوایز کیو                                  | ۲۰۱۹ | خودش                                      | بهترین هنرمند تک‌نفره                                                | نامزدشده    | [ ۴۳ ] |
| جوایز کیو                                  | ۲۰۱۹ | خودش                                      | بهترین اجرای جهان امروز                                             | نامزدشده    | [ ۴۳ ] |
| جوایز کیو                                  | ۲۰۱۹ | «آدم بده»                                 | بهترین قطعه                                                         | نامزدشده    | [ ۴۳ ] |
| جوایز کیو                                  | ۲۰۱۹ | وقتی همه می‌خوابیم، کجا می‌ریم؟             | بهترین آلبوم                                                        | نامزدشده    | [ ۴۳ ] |
| جوایز کورتی                                | ۲۰۲۰ | «آدم بده»                                 | سرود                                                                | در انتظار   | [ ۴۴ ] |
| راکبیورنن                                  | ۲۰۱۹ | «آدم بده»                                 | آهنگ خارجی سال                                                      | نامزدشده    | [ ۴۵ ] |
| جوایز بین‌المللی موسیقی رولینگ استون        | ۲۰۱۹ | خودش                                      | تازه‌کار                                                             | برنده       | [ ۴۶ ] |
| جوایز اسپاتیفای                            | ۲۰۱۹ | خودش                                      | شنیده شده‌ترین هنرمند زن                                             | نامزدشده    | [ ۴۷ ] |
| جوایز اسپاتیفای                            | ۲۰۱۹ | خودش                                      | شنیده شده‌ترین هنرمند زن در کنسول‌ها                                  | نامزدشده    | [ ۴۷ ] |
| جوایز اسپاتیفای                            | ۲۰۱۹ | خودش                                      | شنیده شده‌ترین هنرمند زن - برای مخاطبان ۱۳ تا ۱۷ سال                 | برنده       | [ ۴۷ ] |
| جوایز اسپاتیفای                            | ۲۰۱۹ | خودش                                      | شنیده شده‌ترین هنرمند زن - برای مخاطبان ۱۸ تا ۲۹ سال                 | نامزدشده    | [ ۴۷ ] |
| جوایز موسیقی سوئیس                         | ۲۰۱۹ | خودش                                      | بهترین اجرای تک‌نفره بین‌المللی                                       | در انتظار   | [ ۴۸ ] |
| جوایز موسیقی سوئیس                         | ۲۰۱۹ | خودش                                      | بهترین موفقیت بین‌المللی                                             | در انتظار   | [ ۴۸ ] |
| جوایز تک                                   | ۲۰۱۹ | «آدم بده»                                 | دستاورد خلاقانه برجسته - ضبط و تولید/تک‌آهنگ یا قطعه                 | برنده       | [ ۴۹ ] |
| جوایز تین چویس                             | ۲۰۱۹ | خودش                                      | هنرمند زن منتخب                                                     | برنده       | [ ۵۰ ] |
| جوایز تین چویس                             | ۲۰۱۹ | خودش                                      | هنرمند موفق منتخب                                                   | برنده       | [ ۵۰ ] |
| جوایز تلهیت                                | ۲۰۱۹ | «آدم بده»                                 | بهترین نماهنگ آنگلو                                                 | برنده       | [ ۵۱ ] |
| جوایز تلهیت                                | ۲۰۱۹ | «آدم بده»                                 | بهترین آهنگ انگلیسی                                                 | برنده       | [ ۵۱ ] |
| جوایز تلهیت                                | ۲۰۱۹ | «آدم بده»                                 | بهترین نماهنگ مردم                                                  | نامزدشده    | [ ۵۱ ] |
| جوایز تلهیت                                | ۲۰۱۹ | خودش                                      | بهترین اجرای تک‌نفره زن                                              | برنده       | [ ۵۱ ] |
| جوایز نماهنگ بریتانیا                      | ۲۰۱۹ | «وقتی مهمونی تموم میشه»                   | بهترین نماهنگ پاپ - بین‌المللی                                       | نامزدشده    | [ ۵۲ ] |

| جایزه | سال  | دریافت کننده(ها) و نامزد شد(ها) | نتیجه |
| ----- | ---- | ------------------------------- | ----- |
| اسکار | ۲۰۲۲ | ((زمانی برای مردن نیست))        | برنده |
| اسکار | ۲۰۲۴ | ((برای چه ساخته شدم ))          | برنده |
|       |      |                                 |       |

- یادداشت‌ها

1. ↑  بیان کننده سال برگزاری مراسم